# Ballspielverein Borussia 09 Dortmund 1977-1978
Questa voce raccoglie le informazioni riguardanti il Ballspielverein Borussia 09 Dortmund nelle competizioni ufficiali della stagione 1977-1978.

## Stagione
Nella stagione 1977-1978 il Borussia Dortmund, allenato da Otto Rehhagel, concluse il campionato di Bundesliga al 11º posto. In Coppa di Germania il Borussia Dortmund fu eliminato al secondo turno dal Fortuna Düsseldorf.

## Rosa
| N. |                     | Ruolo | Calciatore          |
| -- | ------------------- | ----- | ------------------- |
|    | Germania (bandiera) | P     | Horst Bertram       |
|    | Germania (bandiera) | P     | Peter Endrulat      |
|    | Germania (bandiera) | D     | Lothar Huber        |
|    | Germania (bandiera) | D     | Amand Theis         |
|    | Germania (bandiera) | D     | Hans-Joachim Wagner |
|    | Germania (bandiera) | C     | Klaus Ackermann     |
|    | Germania (bandiera) | C     | Herbert Meyer       |
|    | Germania (bandiera) | C     | Helmut Nerlinger    |
|    | Germania (bandiera) | C     | Werner Schneider    |
|    | Germania (bandiera) | C     | Miroslav Votava     |
|    | Germania (bandiera) | C     | Egwin Wolf          |

| N. |                        | Ruolo | Calciatore          |
| -- | ---------------------- | ----- | ------------------- |
|    | Germania (bandiera)    | A     | Manfred Burgsmüller |
|    | Germania (bandiera)    | A     | Wolfgang Frank      |
|    | Germania (bandiera)    | A     | Peter Geyer         |
|    | Germania (bandiera)    | A     | Sigfried Held       |
|    | Germania (bandiera)    | A     | Erwin Kostedde      |
|    | Paesi Bassi (bandiera) | A     | Willi Lippens       |
|    | Germania (bandiera)    | A     | Dietmar Otto        |
|    | Germania (bandiera)    | A     | Burghard Segler     |
|    | Polonia (bandiera)     | A     | Joachim Siwek       |
|    | Germania (bandiera)    | A     | Wolfgang Vöge       |

## Organigramma societario
Area tecnica
- Allenatore:
- Allenatore in seconda:
- Preparatore dei portieri:
- Preparatori atletici:

## Calciomercato

### Sessione estiva
| Acquisti | Acquisti         | Acquisti               | Acquisti |
| R.       | Nome             | da                     | Modalità |
| -------- | ---------------- | ---------------------- | -------- |
| A        | Wolfgang Frank   | Eintracht Braunschweig |          |
| A        | Sigfried Held    | Kickers Offenbach      |          |
| C        | Werner Schneider | Duisburg               |          |
| A        | Joachim Siwek    | Polonia Bytom          |          |
| D        | Amand Theis      | Kickers Offenbach      |          |

| Cessioni | Cessioni          | Cessioni          | Cessioni |
| R.       | Nome              | a                 | Modalità |
| -------- | ----------------- | ----------------- | -------- |
| A        | Hans-Werner Hartl | Union Solingen    |          |
| C        | Peter Fraßmann    | Preußen Münster   |          |
| D        | Bernd Krauss      | Rapid Vienna      |          |
| A        | Hans-Gerd Schildt | Arminia Bielefeld |          |

### Sessione invernale
| Acquisti | Acquisti | Acquisti | Acquisti |
| R.       | Nome     | da       | Modalità |
| -------- | -------- | -------- | -------- |

| Cessioni | Cessioni | Cessioni | Cessioni |
| R.       | Nome     | a        | Modalità |
| -------- | -------- | -------- | -------- |

## Risultati

### Bundesliga

#### Girone di andata
| Arbitro: | Niemann |

|                           |           |              |
| Sidka 46’, 73’ Weiner 62’ | Marcatori | 86’ Kostedde |

| Arbitro: | Ohmsen |

|                             |           |             |
| Burgsmüller 7’ Kostedde 56’ | Marcatori | 74’ Büssers |

| Arbitro: | Zuchantke |

|  |           |                          |
|  | Marcatori | 15’ Burgsmüller 83’ Held |

| Arbitro: | Biwersi |

|  |           |                 |
|  | Marcatori | 24’, 42’ Wenzel |

| Arbitro: | Walther |

|                                            |           |  |
| Meier 23’, 79’ (rig.) Stickel 29’ Geye 72’ | Marcatori |  |

| Arbitro: | Linn |

|                                              |           |          |
| Segler 35’ Kostedde 40’ Burgsmüller 72’, 78’ | Marcatori | 88’ Jank |

| Arbitro: | Joos |

|                                  |           |                                                                |
| Neumann 65’ Höfert 66’ Kulka 69’ | Marcatori | 9’ Held 19’ (rig.) Huber 34’ Votava 49’, 50’ Kostedde 78’ Vöge |

| Arbitro: | Meuser |

|                 |           |                              |
| Burgsmüller 67’ | Marcatori | 75’ Hickersberger 89’ Bommer |

| Arbitro: | Roth |

|                                             |           |                 |
| Müller 28’, 67’ van Gool 45’ Zimmermann 58’ | Marcatori | 87’ Burgsmüller |

| Arbitro: | Schmoock |

|                                           |           |           |
| Burgsmüller 54’, 67’ Segler 79’ Theis 89’ | Marcatori | 80’ Mense |

| Arbitro: | Horstmann |

|                                           |           |  |
| Augenthaler 20’ Müller 35’ Rummenigge 75’ | Marcatori |  |

| Arbitro: | Zuchantke |

|                      |           |  |
| Burgsmüller 17’, 50’ | Marcatori |  |

| Arbitro: | Dreher |

|                        |           |                     |
| Denz 23’ Ellbracht 60’ | Marcatori | 26’ Theis 34’ Geyer |

| Arbitro: | Meuser |

|                                  |           |             |
| Burgsmüller 17’ Huber 87’ (rig.) | Marcatori | 29’ Fischer |

| Arbitro: | Linn |

|                              |           |            |
| Huber 19’ (rig.) Lippens 44’ | Marcatori | 64’ Magath |

| Arbitro: | Biwersi |

|          |           |  |
| Bast 58’ | Marcatori |  |

| Arbitro: | Walz |

|                           |           |                                        |
| Frank 29’, 42’ Wagner 75’ | Marcatori | 19’ Simonsen 54’ Heynckes 89’ Del'Haye |

#### Girone di ritorno
| Arbitro: | Joos |

|           |           |             |
| Geyer 36’ | Marcatori | 25’ Nüssing |

| Arbitro: | Jensen |

|          |           |                            |
| Worm 20’ | Marcatori | 8’ Wagner 86’ (rig.) Huber |

| Arbitro: | Hontheim |

|                 |           |                               |
| Burgsmüller 47’ | Marcatori | 20’ (rig.), 24’, 36’ Hofeditz |

| Arbitro: | Glasneck |

|                       |           |                 |
| Wenzel 65’ Nickel 80’ | Marcatori | 23’ Burgsmüller |

| Arbitro: | Redelfs |

|                                                   |           |  |
| Burgsmüller 22’ Kostedde 34’ Geyer 61’ Segler 79’ | Marcatori |  |

| Arbitro: | Horstmann |

|                                                    |           |            |
| Hitzfeld 19’ Dietterle 39’ Ohlicher 60’ Müller 82’ | Marcatori | 76’ Votava |

| Arbitro: | Zuchantke |

|            |           |            |
| Wagner 13’ | Marcatori | 78’ Gerber |

| Arbitro: | Schmoock |

|          |           |  |
| Lund 56’ | Marcatori |  |

| Arbitro: | Walther |

|           |           |                              |
| Geyer 33’ | Marcatori | 1’ (rig.) Flohe 61’ Cullmann |

| Arbitro: | Linn |

|                                        |           |                  |
| Bracht 5’ Dreßel 6’ Höttges 73’ (rig.) | Marcatori | 78’ (rig.) Huber |

| Arbitro: | Luca |

|           |           |            |
| Geyer 51’ | Marcatori | 84’ Janzon |

| Arbitro: | Quindeau |

|  |           |                 |
|  | Marcatori | 47’ Burgsmüller |

| Arbitro: | Horstmann |

|                        |           |               |
| Kostedde 18’ Theis 75’ | Marcatori | 86’ Stegmayer |

| Arbitro: | Redelfs |

|  |           |                      |
|  | Marcatori | 45’, 66’ Burgsmüller |

| Arbitro: | Klauser |

|                                             |           |           |
| Keegan 26’ Keller 45’ Bertl 73’ Volkert 87’ | Marcatori | 57’ Theis |

| Arbitro: | Meuser |

|                                              |           |                           |
| Frank 6’ Geyer 10’ Burgsmüller 38’, 43’, 74’ | Marcatori | 7’ Tenhagen 52’, 62’ Abel |

| Arbitro: | Biwersi |

| |           |  |
| Heynckes 1’, 12’, 32’, 59’, 77’ Nielsen 13’, 61’ Del'Haye 22’, 66’ Wimmer 38’ Lienen 87’ Kulik 90’ | Marcatori |  |

### Coppa di Germania
| Arbitro: | Wohlfarth |

|  |           |                                                                                |
|  | Marcatori | 15’ Segler 24’, 44’, 79’ Geyer 28’ Theis 75’, 85’ Kostedde 81’ Wagner 82’ Vöge |

| Arbitro: | Messmer |

|                                       |           |                 |
| Allofs 49’ Brei 63’ (rig.) Bommer 87’ | Marcatori | 33’ Burgsmüller |

## Statistiche

### Statistiche di squadra
| Competizione      | Punti | In casa | In casa | In casa | In casa | In casa | In casa | In trasferta | In trasferta | In trasferta | In trasferta | In trasferta | In trasferta | Totale | Totale | Totale | Totale | Totale | Totale | DR  |
| Competizione      | Punti | G       | V       | N       | P       | Gf      | Gs      | G            | V            | N            | P            | Gf           | Gs           | G      | V      | N      | P      | Gf     | Gs     | DR  |
| ----------------- | ----- | ------- | ------- | ------- | ------- | ------- | ------- | ------------ | ------------ | ------------ | ------------ | ------------ | ------------ | ------ | ------ | ------ | ------ | ------ | ------ | --- |
| Bundesliga        | 33    | 17      | 9       | 4       | 4       | 36      | 24      | 17           | 5            | 1            | 11           | 21           | 47           | 34     | 14     | 5      | 15     | 57     | 71     | -14 |
| Coppa di Germania | -     | 0       | 0       | 0       | 0       | 0       | 0       | 2            | 1            | 0            | 1            | 10           | 3            | 2      | 1      | 0      | 1      | 10     | 3      | +7  |
| Totale            | 33    | 17      | 9       | 4       | 4       | 36      | 24      | 19           | 6            | 1            | 12           | 31           | 50           | 36     | 15     | 5      | 16     | 67     | 74     | -7  |

### Andamento in campionato
| Giornata  | 1  | 2  | 3 | 4  | 5  | 6  | 7 | 8  | 9  | 10 | 11 | 12 | 13 | 14 | 15 | 16 | 17 | 18 | 19 | 20 | 21 | 22 | 23 | 24 | 25 | 26 | 27 | 28 | 29 | 30 | 31 | 32 | 33 | 34 |
| --------- | -- | -- | - | -- | -- | -- | - | -- | -- | -- | -- | -- | -- | -- | -- | -- | -- | -- | -- | -- | -- | -- | -- | -- | -- | -- | -- | -- | -- | -- | -- | -- | -- | -- |
| Luogo     | T  | C  | T | C  | T  | C  | T | C  | T  | C  | T  | C  | T  | C  | C  | T  | C  | C  | T  | C  | T  | C  | T  | C  | T  | C  | T  | C  | T  | C  | T  | T  | C  | T  |
| Risultato | P  | V  | V | P  | P  | V  | V | P  | P  | V  | P  | V  | N  | V  | V  | P  | N  | N  | V  | P  | P  | V  | P  | N  | P  | P  | P  | N  | V  | V  | V  | P  | V  | P  |
| Posizione | 14 | 12 | 5 | 10 | 13 | 11 | 6 | 10 | 11 | 11 | 12 | 12 | 10 | 9  | 6  | 9  | 9  | 10 | 8  | 10 | 10 | 10 | 11 | 11 | 12 | 12 | 14 | 13 | 13 | 11 | 11 | 11 | 11 | 11 |

Legenda:

Luogo: C = Casa; T = Trasferta. Risultato: V = Vittoria; N = Pareggio; P = Sconfitta.

### Statistiche dei giocatori
| Giocatore      | Bundesliga | Bundesliga | Bundesliga  | Bundesliga | Coppa di Germania | Coppa di Germania | Coppa di Germania | Coppa di Germania | Totale   | Totale | Totale      | Totale     |
| Giocatore      | Presenze   | Reti       | Ammonizioni | Espulsioni | Presenze          | Reti              | Ammonizioni       | Espulsioni        | Presenze | Reti   | Ammonizioni | Espulsioni |
| -------------- | ---------- | ---------- | ----------- | ---------- | ----------------- | ----------------- | ----------------- | ----------------- | -------- | ------ | ----------- | ---------- |
| K. Ackermann   | 8          | 0          | 0           | 0          | 1                 | 0                 | 0                 | 0                 | 9        | 0      | 0           | 0          |
| H. Bertram     | 28         | 0          | 0           | 0          | 2                 | 0                 | 0                 | 0                 | 30       | 0      | 0           | 0          |
| M. Burgsmüller | 34         | 20         | 6           | 0          | 2                 | 1                 | 1                 | 0                 | 36       | 21     | 7           | 0          |
| P. Endrulat    | 6          | 0          | 0           | 0          | 0                 | 0                 | 0                 | 0                 | 6        | 0      | 0           | 0          |
| W. Frank       | 9          | 3          | 0           | 0          | 0                 | 0                 | 0                 | 0                 | 9        | 3      | 0           | 0          |
| P. Geyer       | 34         | 6          | 1           | 0          | 2                 | 3                 | 0                 | 0                 | 36       | 9      | 1           | 0          |
| H. Hartl       | 2          | 0          | 0           | 0          | 0                 | 0                 | 0                 | 0                 | 2        | 0      | 0           | 0          |
| S. Held        | 18         | 2          | 0           | 0          | 2                 | 0                 | 0                 | 0                 | 20       | 2      | 0           | 0          |
| L. Huber       | 34         | 5          | 4           | 0          | 2                 | 0                 | 0                 | 0                 | 36       | 5      | 4           | 0          |
| E. Kostedde    | 21         | 7          | 0           | 0          | 2                 | 2                 | 0                 | 0                 | 23       | 9      | 0           | 0          |
| W. Lippens     | 20         | 1          | 0           | 0          | 0                 | 0                 | 0                 | 0                 | 20       | 1      | 0           | 0          |
| H. Meyer       | 12         | 0          | 3           | 0          | 0                 | 0                 | 0                 | 0                 | 12       | 0      | 3           | 0          |
| H. Nerlinger   | 8          | 0          | 2           | 0          | 2                 | 0                 | 1                 | 0                 | 10       | 0      | 3           | 0          |
| D. Otto        | 0          | 0          | 0           | 0          | 0                 | 0                 | 0                 | 0                 | 0        | 0      | 0           | 0          |
| W. Schneider   | 26         | 0          | 1           | 0          | 2                 | 0                 | 0                 | 0                 | 28       | 0      | 1           | 0          |
| B. Segler      | 34         | 3          | 1           | 0          | 2                 | 1                 | 1                 | 0                 | 36       | 4      | 2           | 0          |
| J. Siwek       | 0          | 0          | 0           | 0          | 0                 | 0                 | 0                 | 0                 | 0        | 0      | 0           | 0          |
| A. Theis       | 32         | 4          | 3           | 0          | 2                 | 1                 | 0                 | 0                 | 34       | 5      | 3           | 0          |
| M. Votava      | 33         | 2          | 0           | 0          | 1                 | 0                 | 0                 | 0                 | 34       | 2      | 0           | 0          |
| W. Vöge        | 24         | 1          | 0           | 0          | 2                 | 1                 | 1                 | 0                 | 26       | 2      | 1           | 0          |
| H. Wagner      | 31         | 3          | 3           | 0          | 1                 | 1                 | 0                 | 0                 | 32       | 4      | 3           | 0          |
| E. Wolf        | 14         | 0          | 0           | 0          | 1                 | 0                 | 0                 | 0                 | 15       | 0      | 0           | 0          |